# Riigivanem
Le Riigivanem  (en français : doyen d’État) fut porte-parole du Riigikogu et chef d'État de l’Estonie de 1920 à 1937.

## Lesriigivanemde la république d’Estonie
| #  | Premier ministre | Premier ministre | Dates du mandat   | Dates du mandat   | Parti                             |
| -- | ---------------- | ---------------- | ----------------- | ----------------- | --------------------------------- |
| 1  |                  | Ants Piip        | 21 décembre 1920  | 25 janvier 1921   | Parti travailliste                |
| 2  |                  | Konstantin Päts  | 25 janvier 1921   | 21 novembre 1922  | Union des fermiers                |
| 3  |                  | Juhan Kukk       | 21 novembre 1922  | 2 août 1923       | Parti travailliste                |
| 4  |                  | Konstantin Päts  | 2 août 1923       | 26 mars 1924      | Union des fermiers                |
| 5  |                  | Friedrich Akel   | 26 mars 1924      | 16 décembre 1924  | Parti populaire chrétien          |
| 6  |                  | Jüri Jaakson     | 16 décembre 1924  | 15 décembre 1925  | Parti populaire                   |
| 7  |                  | Jaan Teemant     | 15 décembre 1925  | 9 décembre 1927   | Union des fermiers                |
| 8  |                  | Jaan Tõnisson    | 9 décembre 1927   | 4 décembre 1928   | Parti populaire                   |
| 9  |                  | August Rei       | 4 décembre 1928   | 9 juillet 1929    | Parti socialiste des travailleurs |
| 10 |                  | Otto Strandman   | 9 juillet 1929    | 12 février 1931   | Parti travailliste                |
| 11 |                  | Konstantin Päts  | 12 février 1931   | 19 février 1932   | Union des fermiers                |
| 12 |                  | Jaan Teemant     | 19 février 1932   | 19 juillet 1932   | Parti des paysans unis            |
| 13 |                  | Kaarel Eenpalu   | 19 juillet 1932   | 1er novembre 1932 | Parti des paysans unis            |
| 14 |                  | Konstantin Päts  | 1er novembre 1932 | 18 mai 1933       | Parti des paysans unis            |
| 15 |                  | Jaan Tõnisson    | 18 mai 1933       | 21 octobre 1933   | Parti national du centre          |
| 16 |                  | Konstantin Päts  | 21 octobre 1933   | 3 septembre 1937  | Parti des paysans unis            |